# Condado de Marin
O condado de Marin (em inglês:  Marin County) é um dos 58 condados do estado americano da Califórnia. Foi fundado em 18 de fevereiro de 1850. A sede e cidade mais populosa do condado é São Rafael.

## Geografia
De acordo com o United States Census Bureau, o condado possui uma área de 2 145 km², dos quais 1 347 km² estão cobertos por terra e 797 km² por água.

## Demografia
Segundo o censo nacional de 2010, o condado possui uma população de 252 409 habitantes e uma densidade populacional de 187,5 hab/km². Possui 111 214 residências, que resulta em uma densidade de 82,5 residências/km².
Das 11 localidades incorporadas no condado, São Rafael é a mais populosa, com 57 713 habitantes, o que representa 23% da população total, enquanto que San Anselmo é a mais densamente povoada, com 1 777 hab/km². Belvedere é a localidade menos populosa do condado, com 2 068 habitantes. Apenas 2 cidades possuem população superior a 50 mil habitantes.